# Matzenhofen (Unterroth)

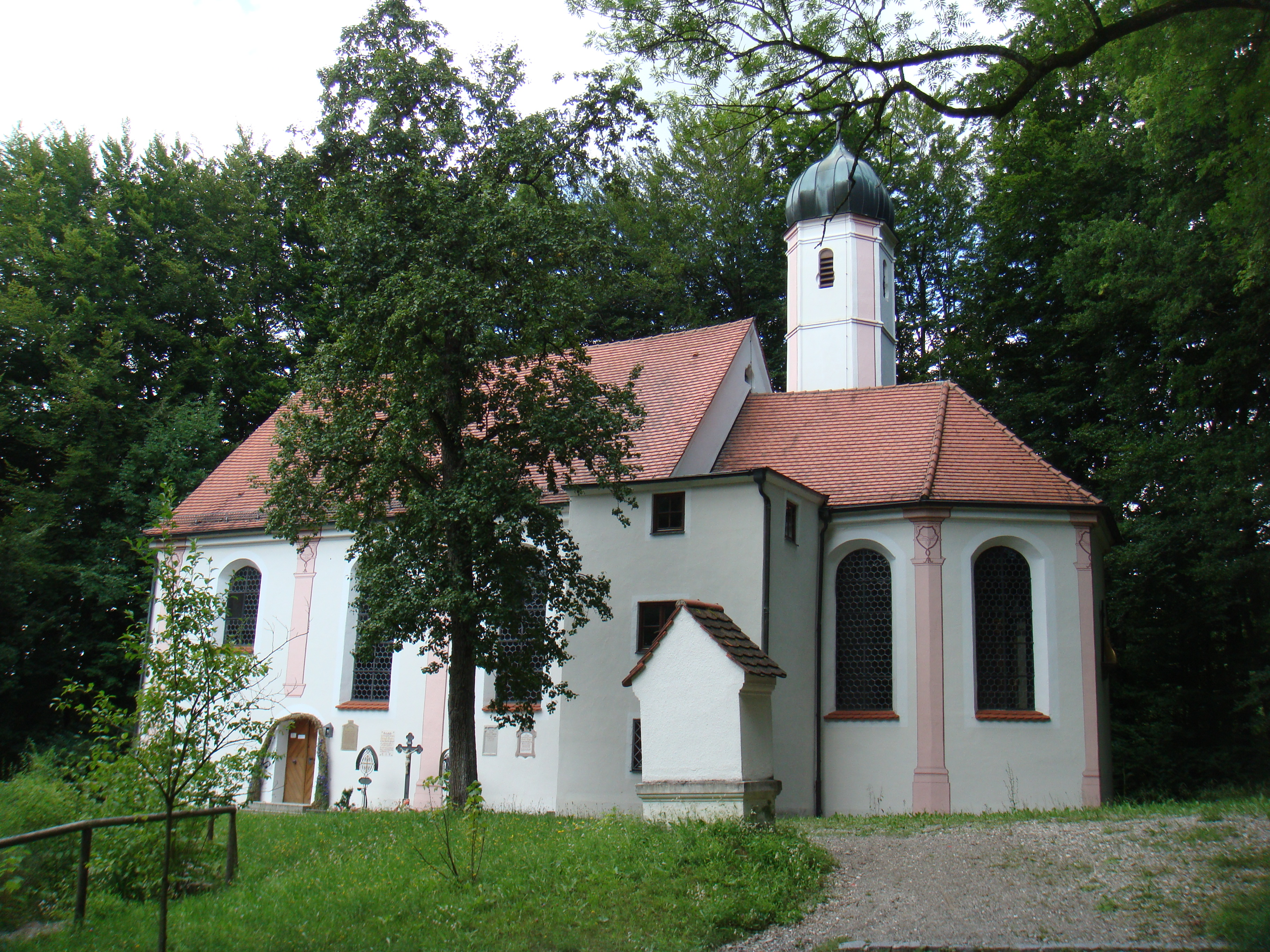
Die Wallfahrtskirche

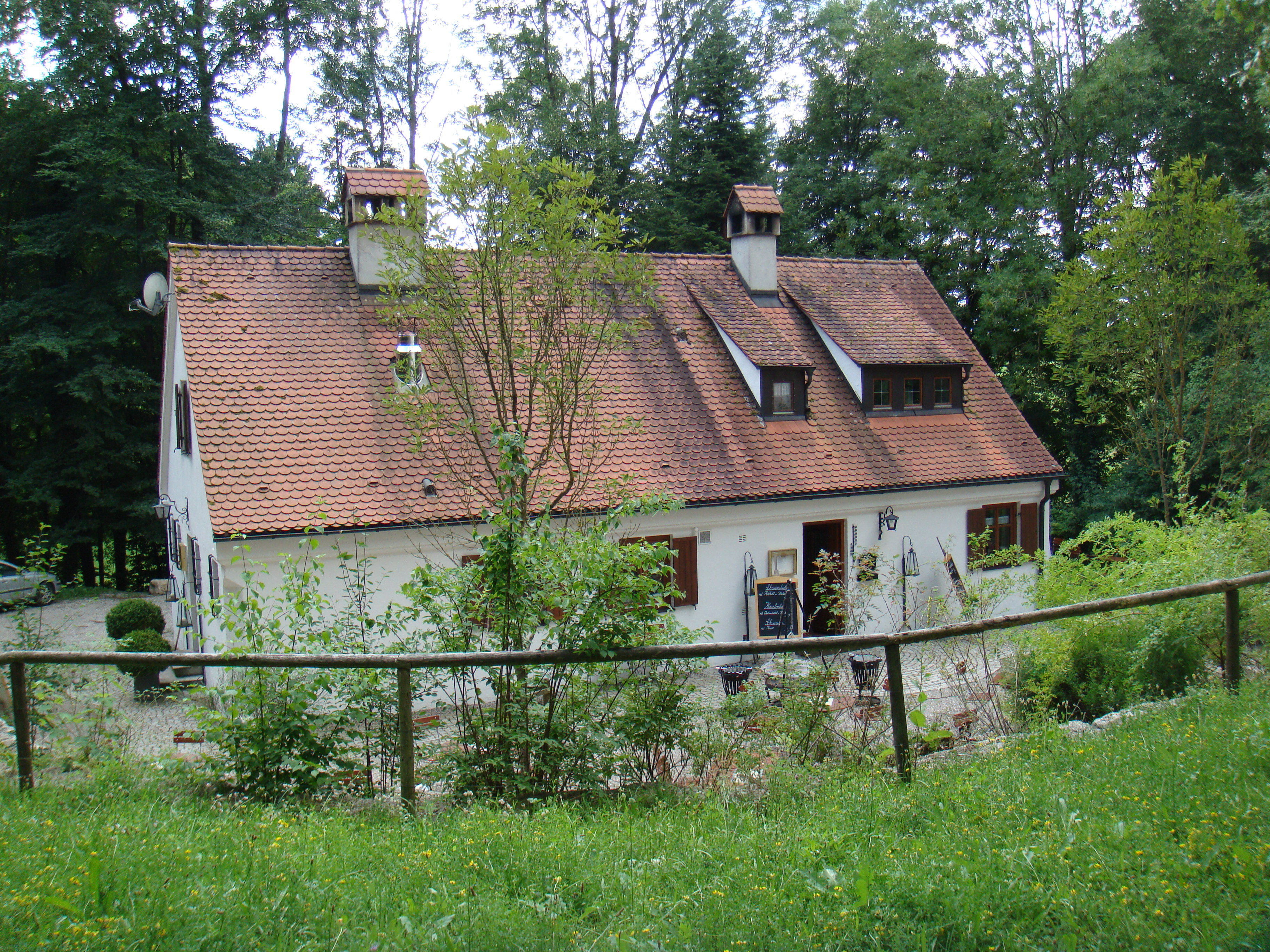
Die Wallfahrtsgaststätte

Matzenhofen ist ein Ortsteil der Gemeinde Unterroth im schwäbischen Landkreis Neu-Ulm.

## Geschichte
Matzenhofen wird bereits 1126 unter den Gütern der Reichsabtei Rot an der Rot als „Mazhinhoven“ erwähnt. Im Urbar des Hochstiftes Augsburg wurde 1316 eine Besitzung „Mazzenhoven“ aufgeführt. Unklar ist bis heute, ob eine der beiden Besitzungen das heutige Matzenhofen ist.

## Wallfahrtskirche
Am Ortsrand des Weilers von Matzenhofen steht am Waldrand die Wallfahrtskirche Zur Schmerzhaften Muttergottes.

## Wallfahrtsgaststätte
Die Wallfahrtsgaststätte befindet sich in unmittelbarer Nähe zur Wallfahrtskirche.